# Staffan Ling
Maths Staffan Ling, född 8 november 1944 i Östersund i Jämtlands län, är en svensk skådespelare och programledare i TV.

## Biografi
Ling växte upp i Östersund, där han avlade studentexamen vid Östersunds högre allmänna läroverk. Därefter studerade han engelska, litteraturhistoria och nordiska språk vid Umeå universitet, där han 1964 var en av grundarna av Umeå Studentteater. Under de första åren i Umeå spelade han också fotboll och handboll för Umeå IK.
Ling, som redan i realskolan uppmärksammat och upprörts över det sydafrikanska apartheidsystemet och rassegregeringen i USA, engagerade sig i Umeå för trotskisterna och FiB/Kulturfront, och deltog i studenternas hyresstrejk i Umeå vintern 1969–1970.
Våren 1969 fick Ling sitt första uppdrag för den nya ungdomsradion i P3, för programmet Tvärs . Han var  anställd som producent vid Sveriges Radio och Sveriges Television i Umeå åren 1971–1987, och därefter arbetat som frilans.
Han har bland annat varit programledare för frågesporten Femettan i SVT och satir- och humorprogrammet Parlamentet i TV4. Tillsammans med Bengt Andersson medverkade han i barnprogrammet Sant och sånt (från 1972). Duon Staffan och Bengt blev till ett begrepp och återkom i jullovsmorgonprogrammet Julkul med Staffan & Bengt och 1984 och 1988 års julkalendrar; Julstrul med Staffan & Bengt respektive Liv i luckan med julkalendern - den sistnämnda en uppföljare till Skrivklådan där Ling och Andersson tillsammans med bland andra Sissela Kyle och Bert-Åke Varg dramatiserade historier som skrivits av barn.
Ling och Andersson spelade även den norrländska snösparkförsäljarduon Brännström och Hedlund i filmen Sällskapsresan 2 – Snowroller, där de gjorde begreppet vargtass bekant för en större publik. Ling har även varit programledare för Ring Ling (tillsammans med Rebecca de Ruvo) i SVT, och TV4:s program Kockduellen, Sant eller sanslöst, Stadskampen och Parlamentet. Ling deltog även som spårhund i TV4:s underhållningsprogram På rymmen 1998.
Ling arbetar som konsult för Balticgruppen och sitter för dess räkning bland annat i styrelsen för Filmpool Nord.

## Filmografi
- 1972–1987 – Sant och sånt (TV-serie)
- 1978 – Julkul med Staffan & Bengt (TV-serie) (jullovsmorgon)
- 1979 – Skrivklådan (TV-serie)
- 1982 – Ordbrukarna (TV-serie)
- 1983 – Femettan (TV-serie)
- 1984 – Julstrul med Staffan & Bengt (TV-serie) (julkalender)
- 1985 – Sällskapsresan II – Snowroller – Hedlund
- 1985 – G – som i gemutredningen
- 1988 – Liv i luckan med julkalendern (TV-serie)
- 1988 – Guld! (TV-serie) (regi) – statist
- 1995 – Sant eller sanslöst (TV-serie)
- 2020 – Sommaren 85 (TV-serie)